# Cratopoda emarginata
Cratopoda emarginata är en tvåvingeart som beskrevs av Artigas 1970. Cratopoda emarginata ingår i släktet Cratopoda och familjen rovflugor. Inga underarter finns listade i Catalogue of Life.